# Brian Woledge
Brian Woledge  (* 16. August 1904 in London; † 3. Juni 2002 in Stoke Mandeville) war ein britischer Romanist und Mediävist.

## Leben und Werk
Woledge wuchs in Leeds auf und studierte dort bei Paul Barbier (1873–1947). Nach dem Abschluss (1926) studierte er mit einem Stipendium bis 1928 in Paris  bei Mario Roques, Edmond Faral, Alfred Jeanroy und Joseph Vendryes. Von 1928 bis 1930 war er Lehrassistent an Schulen in Dijon und Paris. 1930 wurde er in Paris promoviert mit der Dissertation L’Âtre périlleux. Etudes sur les manuscrits, la langue et l'importance littéraire du poème, avec un spécimen du texte (Paris, Droz, 1930). Er lehrte ab 1930 in Hull und ging 1932 mit Frederick Charles Roe nach Aberdeen. 1939 übernahm er als Nachfolger von Louis Brandin (und als erster Nichtfranzose) am University College London den Lehrstuhl des Fielden Professors für Französisch  und behielt ihn bis zu seiner Emeritierung 1971. Woledge war Ehrendoktor der Universität Aix-en-Provence (1970) und Mitglied der British Academy (1989). Die Besonderheit seiner mediävistischen Forschung bestand darin, dass er die mittelalterlichen Texte nicht nur philologisch erfasste, sondern auch als schöne Literatur ernst nahm.

## Werke
- (Hrsg.) L'âtre périlleux. Roman de la Table ronde, Paris Champion, 1936.
- Bibliographie des romans et nouvelles en prose française antérieurs à 1500, Genf, Droz, 1954, 1975.
  - Supplément 1954-1973, Genf, Droz, 1975
  - mit Harry Peter Clive, Répertoire des plus anciens textes en prose française depuis 842 jusqu'aux premières années du XIIIème siècle, Genf, Droz, 1964.
- (Hrsg.) The Penguin book of French verse. With plain prose translations of each poem. 1. To the fifteenth century, Harmondsworth,  Penguin Books, 1957.
- La syntaxe des substantifs chez Chrétien de Troyes, Genf, Droz, 1979.
- Commentaire sur "Yvain (le chevalier au lion)" de Chrétien de Troyes, 2 Bde., Genf, Droz, 1986–1988.